# Poop
En poop er et opbygget agterdæk, højere end midtskibs. Under poopen er kahytter for officerer og kabyssen placeret. 
Ordet poop er på engelsk en betegnelse for afføring og som verbum for at defakere. 
| Skib | Spire Denne artikel om skibe eller både er en spire som bør udbygges. Du er velkommen til at hjælpe Wikipedia ved at udvide den. |